# Batallón de Ataque 212
En la saga Star Wars, el Batallón de Ataque 212 es una unidad de Clone Troopers y Clone Commandos bajo el liderazgo del Comandante Cody.
Solía estar a menudo a cargo de Obi Wan Kenobi, quien mantenía una estrecha relación con el comandante del batallón.

## Misiones
Este estuvo en muchas misiones junto con el general kenobi.
Entre ellas la batalla de Christophsis y en teth.
Ayudó en la defensa de kamino, combatiendo a un comando de androides.
Estos por lo general se mantenían con vida, pues era uno de los batallones con más experiencia.
Este fue el encargado de asesinar al general kenobi durante la orden 66, misión que creyeron haber cumplido, ya que Obi Wan sobrevivió a la caída muriendo solamente el animal que montaba.

## Aspecto
Las tropas del Batallón de Ataque 212 usaban marcas anaranjadas en sus armaduras tanto en la fase 1 como en la fase 2. El Batallón 212 a veces luchaba en conjunción con un segundo batallón. Era una subdivision del 7º Cuerpo aéreo , esta a su vez siendo una subdivision Tercer Ejército de Sistemas.
- Datos: Q5723434